# Alberto Negrin
Alberto Negrin (* 2. Januar 1940 in Casablanca, Marokko) ist ein italienischer Fernseh- und Filmregisseur sowie Fotograf.

## Leben
Negrin wurde in Marokko geboren, wohin seine Eltern vor dem Faschismus in Italien geflohen waren. Bald nach Ende des Krieges wieder zurückgekehrt, wurde Negrin nach seiner Ausbildung ein für viele renommierte Zeitschriften (Panorama, L’Espresso, Europeo) arbeitender Fotograf. Ab 1962 wirkte er als Regieassistent beim Theater; dabei arbeitete er mit Virginio Puecher, Giorgio Strehler und Orazio Costa zusammen; seit 1965 bis in die Gegenwart inszenierte er am „Piccolo Teatro“ in Mailand.
1969 debütierte er mit dem alternativen Filmzirkeln vorbehaltenen Dokumentarfilm Operai im Kino. Im gleichen Jahr fand er seine Berufung als Fernsehregisseur mit einem Kinderfilm. Für den Bildschirm war er in den folgenden Jahrzehnten der Regisseur zahlreicher reich ausgestatteter und ambitionierter Filme, so Kennedy contra Jimmy Hoffa, Astronave Terra, Il delitto Notarbartolo, Viaggio nel terrore und Perlasca - un eroe italiano, fast immer nach eigenen Drehbüchern. In diesen teilweise internationalen Koproduktionen zeigte sich seine Begabung für das Arrangement großzügiger Tableaus. Zwischen 1977 und 1979 entstanden auch drei Kinofilme, die jedoch keine Erfolge wurden.

## Filmografie (Auswahl)
- 1978: Orgie des Todes (Enigma rosso) (Kinofilm)
- 1979: Das Versprechen (La promessa) (Kinofilm)
- 1988: Das Geheimnis der Sahara (Il segreto del Sahara)
- 1991: Ein Traum von Liebe und Tod (Una questione privata)
- 1993: Spion in Schwarz (Missus)
- 1998: Das Geheimnis in der Wüste (I guradiani del cielo)